# Ovindoli
Ovindoli (Dvinnr in dialetto marsicano) è un comune italiano di 1 174 abitanti della provincia dell'Aquila in Abruzzo. Collocato alle pendici del monte Magnola, è una rinomata località turistica invernale ed estiva dell'Appennino abruzzese.

## Geografia fisica
Il paese, incluso nel territorio del parco naturale regionale Sirente-Velino, è circondato dai gruppi montuosi della Magnola e del Sirente-Faito e sorge a circa 1400 m s.l.m. nel settore meridionale dell'altopiano delle Rocche, lungo la catena del Sirente-Velino, a circa dieci chilometri dalla sottostante piana del Fucino.
La val d'Arano e i territori limitrofi del monte Tino (Serra di Celano) e delle gole di Celano sono indicati dal 2005 tra i siti di interesse comunitario dell'Abruzzo.

### Clima
Il clima della zona è quello tipico delle aree montane dell'appennino abruzzese. L'inverno è generalmente rigido con il manto nevoso che a volte permane da novembre ad aprile/inizio maggio, a seconda anche dell'esposizione dei luoghi rispetto alla radiazione solare. La chiusura montuosa ad ovest dell'altopiano e l'apertura verso est lo rende particolarmente soggetto alle irruzioni di masse d'aria gelida dai Balcani e dalla Russia. Tuttavia la neve compare più facilmente e più copiosa con le perturbazioni provenienti da ovest. L'autunno è la stagione più piovosa seguita dalla primavera. L'estate è la stagione più secca anche se la notevole altitudine mitiga le ondate di calore.

## Origini del nome
Sull'origine del nome alcuni studiosi favoriscono l'ipotesi che derivi da Obinolum ("Obinolo"), con derivazione da Ovis ("ovini") per via dell'attività pastorale che qui si è sempre svolta, sin dall'antichità. Stando ad una supposizione il toponimo sarebbe legato al termine latino Ovatio, inteso come trionfo dei Marsi e ovazione per coloro che vennero ritenuti capaci e meritevoli. Lo studioso Walter Cianciusi lo fa derivare dall'espressione Pascua ob hinnulos, ovvero "pascoli per muleni".

## Storia
Molto probabilmente il primordiale nucleo abitato, distrutto durante la guerra sociale tra i popoli italici e l'esercito dell'impero romano, si sviluppò in epoca romana intorno alla torre e alla fortificazione marsa preesistente, costruite a difesa del passaggio verso l'area vestina dell'antica città di Aveia, il Fucino e l'ager di Alba Fucens.
Durante il Medioevo, il suo antico castello-recinto edificato a cominciare dal X-XI secolo, ebbe una funzione di avvistamento e di difesa, grazie alla sua dominante posizione geografica, unitamente a quelli limitrofi di Rocca di Mezzo e Rovere nell'altopiano delle Rocche.
Nella bolla di Papa Clemente III del 1188, in cui venivano elencate le chiese poste sotto la giurisdizione della diocesi dei Marsi, risulta citata tra le altre la chiesa scomparsa di Sant'Angelo in val d'Arano (Sancti Angeli in Arano). Nella stessa località si trovano le tracce di un castello-recinto duecentesco, noto come "Rocca de Àrano", situato in località Rocchetta.
Nel 1268 con la sconfitta della battaglia di Tagliacozzo terminò nel territorio italiano il dominio svevo in favore degli Angioini che grazie alla vittoria di Carlo I d'Angiò entrarono in possesso anche delle contee marsicane di Celano ed Albe.
Venuto meno lo scopo militare dell'incastellamento medievale lo sviluppo economico si ebbe soprattutto grazie all'attività pastorale, alla transumanza verticale e, durante la dominazione degli Aragonesi, a quella legata al tratturo Celano-Foggia in particolare nel corso del XV secolo.
In epoca contemporanea, in seguito all'eversione feudale, in territorio fu incluso nel circondario di Celano in seno al distretto di Aquila e dal 1811 al distretto di Avezzano. Il brigantaggio fu al centro delle vicende storiche del comprensorio prima e dopo l'unità d'Italia.
Il terremoto della Marsica del 1915 causò gravi danni al patrimonio architettonico di Ovindoli; il centro storico venne gradualmente recuperato nel corso del XX secolo.

### Simboli
Lo stemma e il gonfalone sono stati concessi con DPR del 21 novembre 1995.
Stemma
L'immagine del patrono san Sebastiano trafitto da frecce riprende nella foggia quella riprodotta nel Catasto onciario del 1759 conservato nell'Archivio di Stato di Napoli.
Gonfalone

## Monumenti e luoghi d'interesse

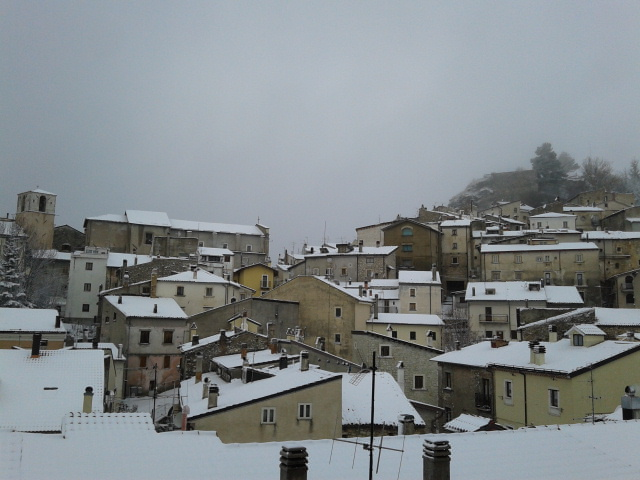
Il paese innevato

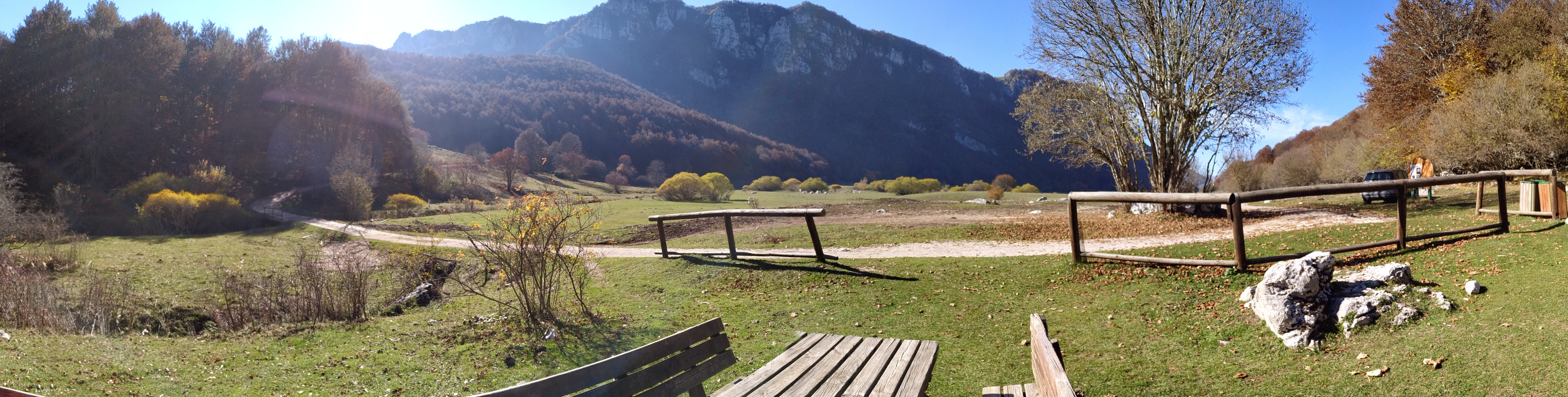
La val d'Arano

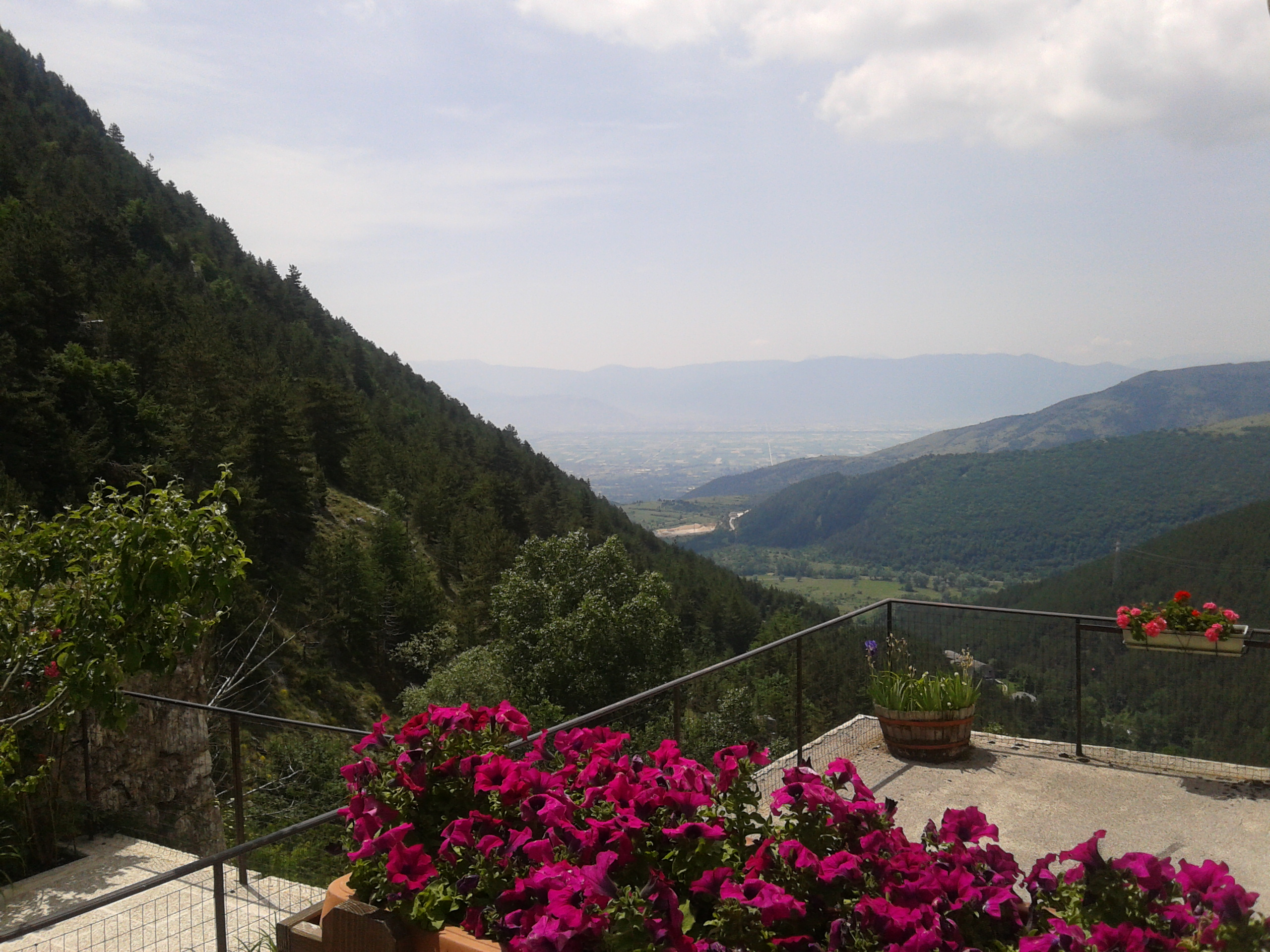
Belvedere di Ovindoli sulla piana del Fucino

### Architetture religiose
- Chiesa di San Sebastiano, in cui è conservata una Vergine in terracotta policroma ed un San Sebastiano alto più di 2 metri del XVII secolo[18].
- Chiesa di Santa Maria di Collemarciano a Santa Jona;
- Chiesa del Santissimo Salvatore a San Potito;
- Chiesa della Madonna della Neve a San Potito, risalente al XII secolo;
- Chiesetta dell'Alpino, posta nel parco pubblico "La Pinetina"[19].

### Architetture civili
Casale delle RoccheStruttura riedificata nel corso degli anni ottanta situata in un'area montana impervia e isolata. Il casale originario venne fatto edificare dai Torlonia nel 1939 e fu utilizzato come avamposto dai nazisti nel corso della seconda guerra mondiale, prendendo il nome di "Nido d'Aquila". Nel 1967 venne acquisto dall'Opus Dei che lo amministrò per diversi anni.

### Architetture militari

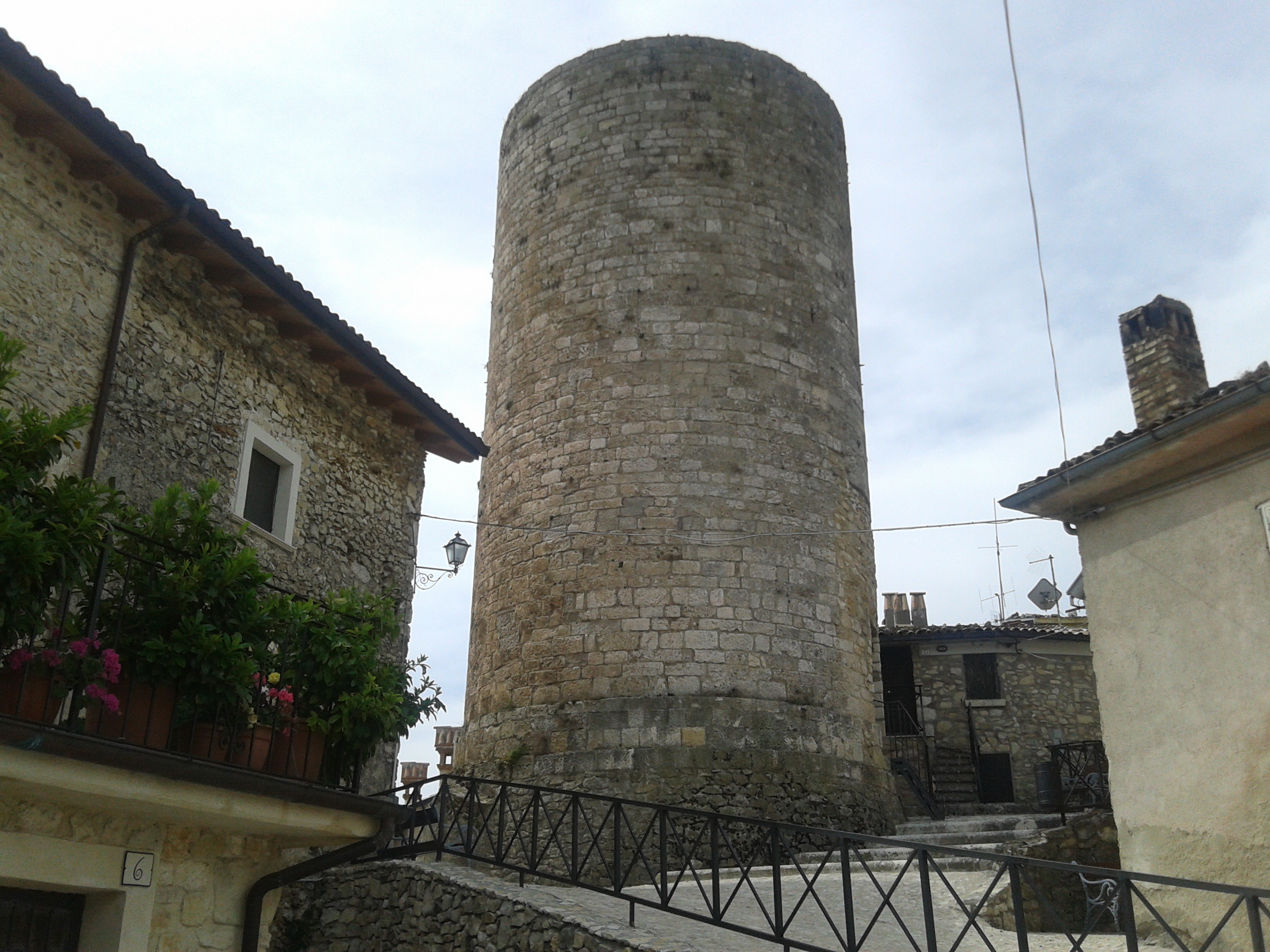
Torre medievale di Santa Jona

Ruderi del castello di OvindoliI ruderi dell'antico castello ovindolese sono situati nella parte alta del paese. La struttura militare edificata dai conti dei Marsi svolgeva ruoli di difesa e controllo della via di passaggio tra la Marsica fucense e la conca aquilana. Nel centro storico si è conservata la porta Mutiati caratterizzata dall'arco ogivale. La porta medievale di accesso al centro storico è risalente tra il X e l'XI secolo. In via Fucino si trova invece la restaurata porta Urbica con doppio accesso al centro del paese.

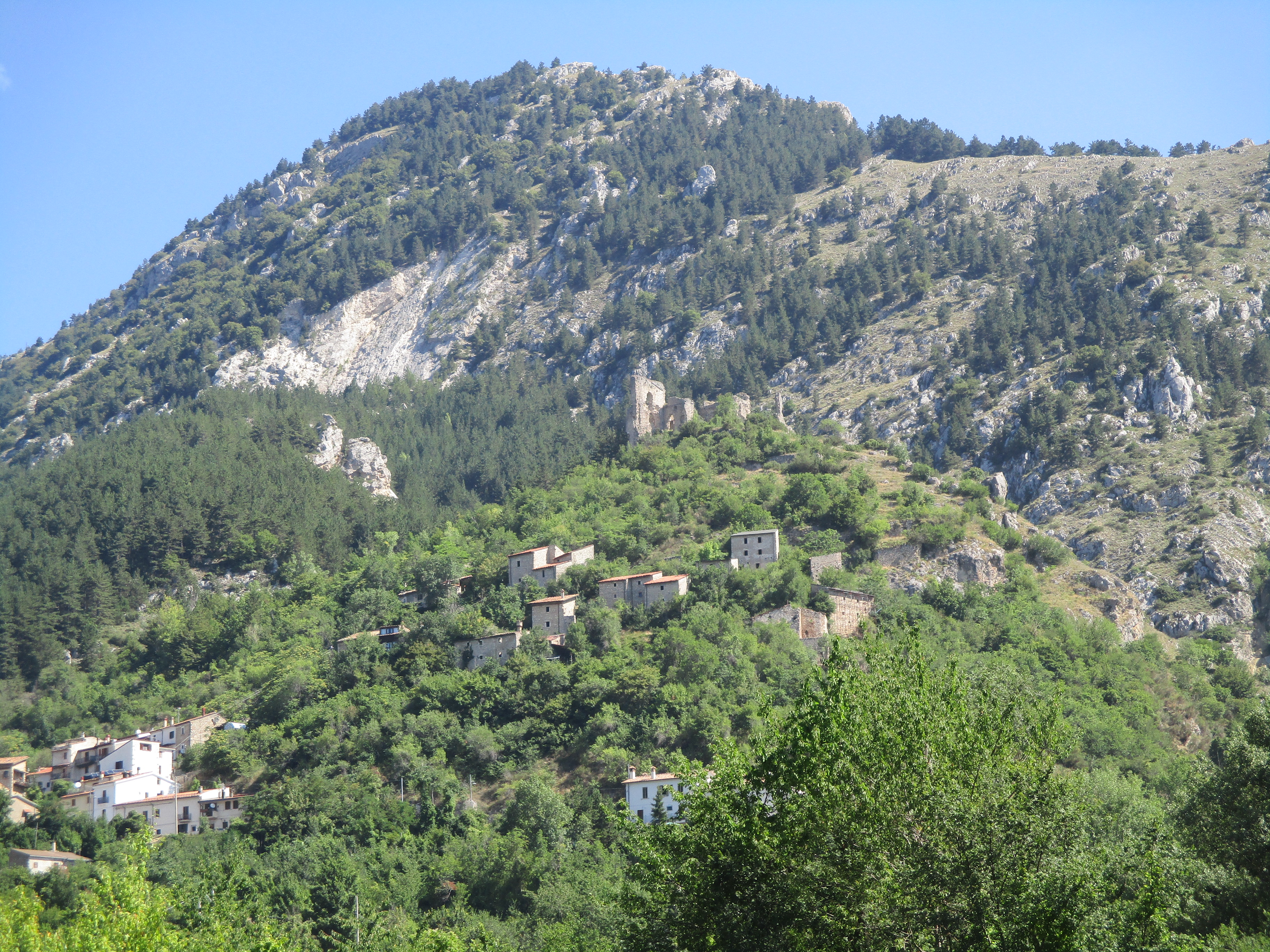
Ruderi del castello di San Potito

La torre di Santa JonaLa torre circolare di Santa Jona fu costruita a cominciare dal XIII secolo dai conti Berardi, signori di Celano, per rafforzare il sistema difensivo della Marsica. Era posta in allineamento visivo con le altre strutture simili situate sulle montagne circostanti il lago Fucino, in particolare con le torri di Venere e Sperone, con il castello di Celano e verso l'altopiano delle Rocche con le strutture militari di San Potito, Ovindoli e Rovere. Intorno ad essa dal Basso Medioevo si sviluppò il nucleo urbano contemporaneo di Santa Jona.
Resti del castello di San PotitoNella frazione posta tra Celano ed Ovindoli sono presenti a strapiombo sulla roccia i resti del castello risalente all'XI secolo. Edificato con una fora a nido d'aquila sul colle Antonino è dominato dal Pizzo di Ovindoli (1181 m s.l.m.) In decadenza almeno dal periodo dell'eversione feudale venne gravemente danneggiato dal terremoto della Marsica del 1915.

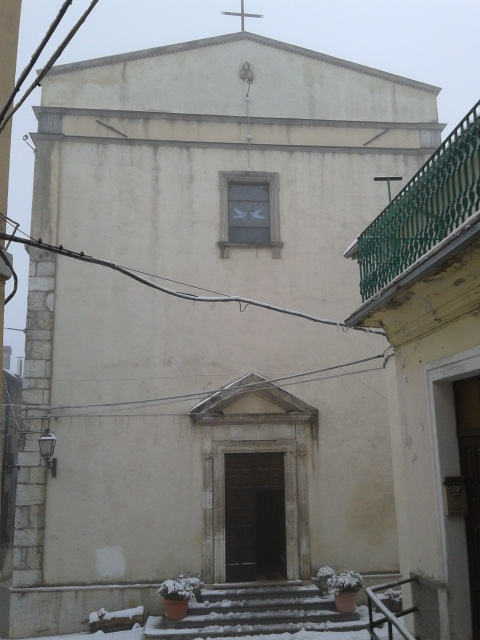
Facciata della chiesa di San Sebastiano

### Monumenti
Monumento all'alpinoIl monumento, risalente al 1929, fu realizzato in posizione dominante rispetto al nucleo abitato dallo scultore Domenico Umberto Diano e inaugurato lo stesso anno dall'onorevole Angelo Manaresi.

### Siti archeologici
Villa imperiale di San PotitoIn località Piana dei Santi sono emersi i resti della villa di epoca imperiale attribuita a Lucio Vero. Gli scavi, effettuati a partire dal 1983, hanno riportato alla luce i resti di quella che fu una grande villa, edificata nel I secolo d.C. e dotata di preziosi pavimenti a mosaico. In località Pago e Colle Bernardo sono tornati alla luce altri reperti archeologici e i resti della domus.
- In località Casalmartino, al confine del territorio comunale con quello di Celano, si trovano a circa 875 m s.l.m. i resti del castrum Oretino ("castello di Auritino")[30].

### Aree naturali
- Parco naturale regionale Sirente-Velino
- Monte Magnola (2222 m s.l.m.)
- Monte Faito (1704 m s.l.m.)
- Pizzo di Ovindoli (1504 m s.l.m.)
- Rifugio Telespazio (1980 m s.l.m.)
- Val d'Arano e imbocco delle gole di Celano
- Altopiano delle Rocche

### Stazione sciistica
La stazione sciistica di Ovindoli-Monte Magnola, situata a circa due chilometri sopra l'abitato del paese su una quota che varia dai 1450 ai 2060 m s.l.m. del monte Magnola, rende Ovindoli un punto di attrazione per gli sport invernali assieme alla vicina stazione invernale di Campo Felice. Le due stazioni insieme a Campo Imperatore costituiscono il comprensorio sciistico Tre Nevi dotato di skipass unico.
La stazione, progettata alla fine degli anni cinquanta, dispone di 21 piste da sci per un totale di oltre 30 chilometri, ampie e di varia difficoltà adatte alla pratica degli sport alpini invernali come sci, telemark e snowboard e di diversi impianti di risalita.
In quota, a 1980 m s.l.m., è presente il "Magnola Snowpark" lungo la pista "Anfiteatro". È composto da quattro linee, tre dedicate allo slopestyle e una al jibbing.
In quota sono presenti quattro rifugi montani.

## Società

### Evoluzione demografica
Abitanti censiti

### Etnie e minoranze straniere

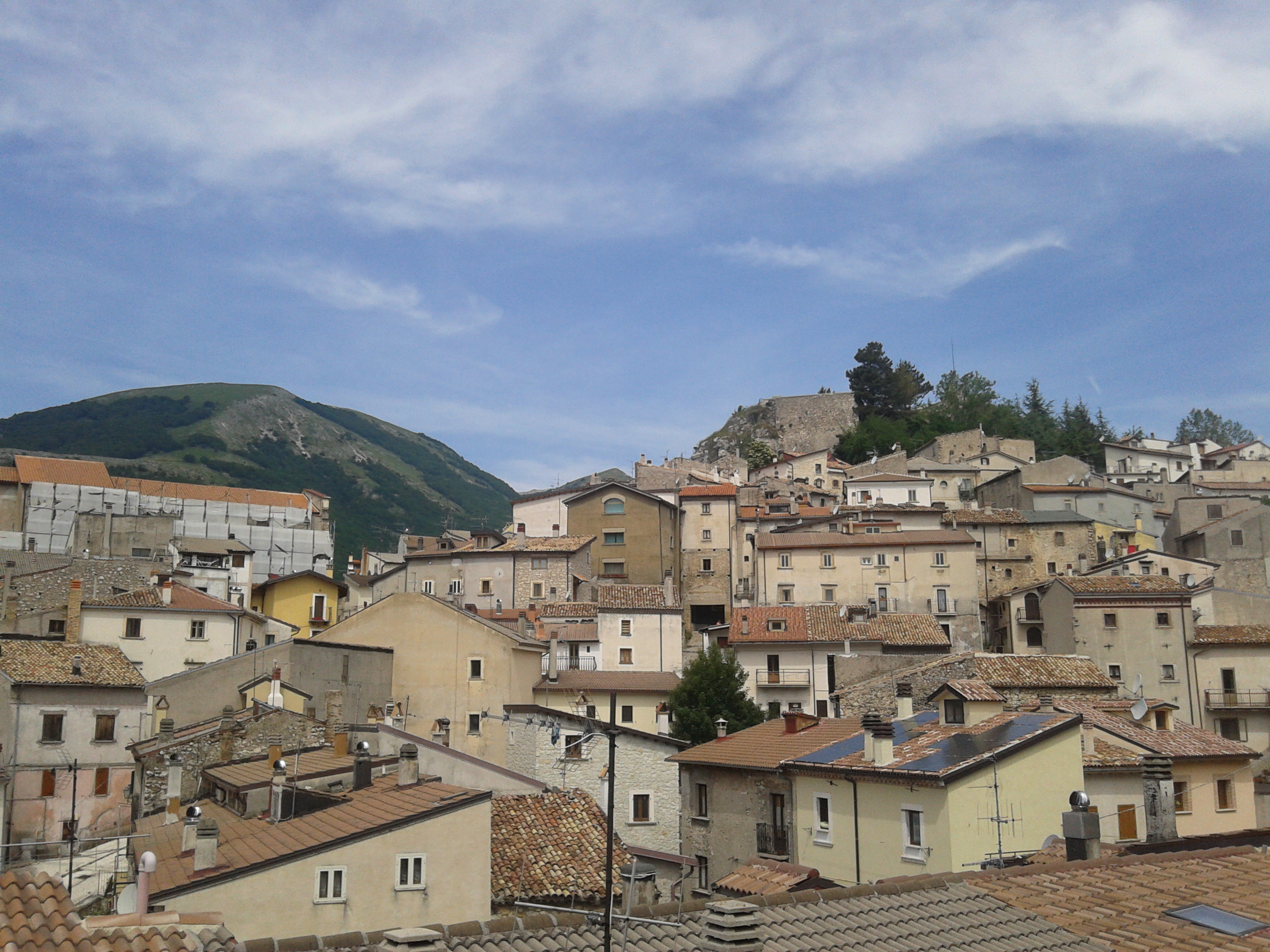
Veduta del paese

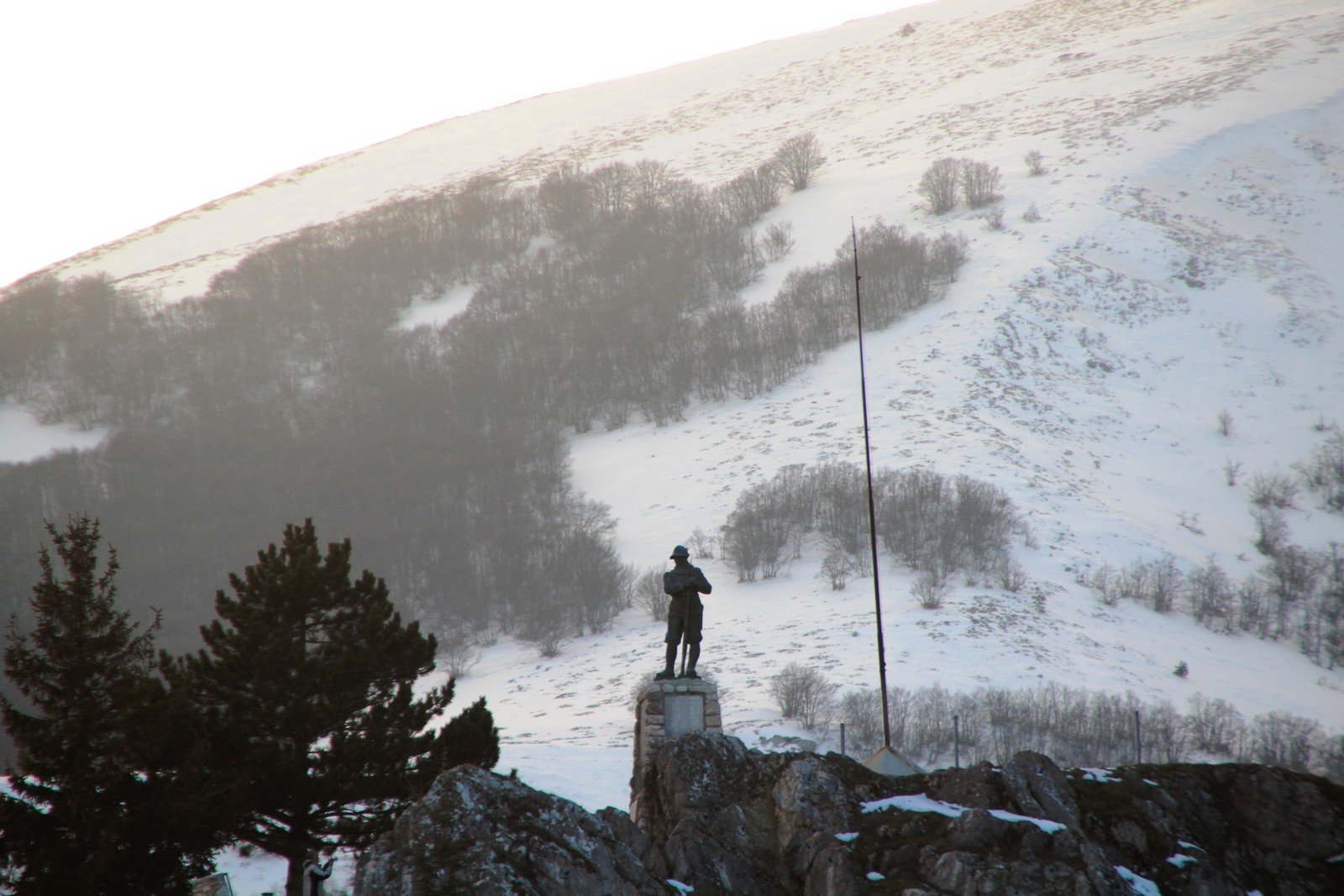
Monumento all'alpino

I cittadini stranieri residenti a Ovindoli rilevati dall'Istat al 31 dicembre 2020 erano 70, pari circa al 6% della popolazione residente.

### Lingue e dialetti
(Motto popolare)
Il dialetto parlato ad Ovindoli è incluso nell'area Abruzzese occidentale del sistema dei dialetti meridionali intermedi.

### Tradizioni e folclore
Il 20 gennaio di ogni anno si celebra la festa patronale in onore di san Sebastiano, patrone del comune di Ovindoli.

## Cultura

### Cinema
- Alcune scene del film La strada di Federico Fellini, che gli valse l'oscar al miglior film straniero nel 1957, sono state girate ad Ovindoli.
- Ovindoli è citato nel film Vacanze di Natale.
- Nel 2011 ad Ovindoli è stata girata l'ultima puntata di Un medico in famiglia 7, puntata nella quale Lele (Giulio Scarpati) e Bianca (Francesca Cavallin) si sposano.
- Sono state girate qui alcune scene del film di Stefano Incerti, Neve del 2014.
- Ad Ovindoli, nel territorio montuoso del parco naturale regionale Sirente-Velino, sono state girate nel 2025 alcune scene del film postapocalittico The Dog Stars di Ridley Scott[38].

### Musica
Nel 2006 Max Tortora ha proposto nel varietà Suonare Stella una canzone intitolata A Ovindoli, una reinterpretazione in chiave ironica di The Lion Sleeps Tonight della band The Tokens.

## Economia

### Turismo
Ovindoli è una delle principali stazioni sciistiche del centro-sud Italia e una località turistica per la frequentazione estiva della montagna, è infatti possibile la pratica di diversi sport all'aperto come l'escursionismo, l'arrampicata sportiva e il mountain biking, data anche la presenza delle principali vette dell'Appennino abruzzese e di numerosi sentieri e rifugi.
Ovindoli fa parte delle associazioni nazionali Borghi autentici d'Italia e Borghi del respiro italiani.

## Infrastrutture e trasporti

### Strade
Ovindoli è raggiungibile tramite la strada statale 696 del Parco Regionale Sirente-Velino ed è inoltre servita dalla strada statale 520 del Ceraso e dalla strada principale 11 Sirentina.

### Ferrovie
Tramite la ferrovia Roma-Pescara è possibile raggiungere Ovindoli, servendosi della stazione di Celano-Ovindoli, situata nel comune di Celano, oppure della linea di pullman con partenze da Roma Termini e Roma Tiburtina.

## Amministrazione
Sul sito del Ministero dell'interno sono disponibili i dati di tutte le elezioni amministrative di Ovindoli dal 1985 ad oggi.
| Periodo        | Periodo        | Primo cittadino           | Partito                                                      | Carica  | Note |
| -------------- | -------------- | ------------------------- | ------------------------------------------------------------ | ------- | ---- |
| 6 giugno 1993  | 26 aprile 1997 | Raffaele Siciliano        | DC                                                           | Sindaco |      |
| 27 aprile 1997 | 12 maggio 2001 | Angelo Simone Angelosante | Lista civica di centro-destra-AN                             | Sindaco |      |
| 13 maggio 2001 | 28 maggio 2006 | Angelo Simone Angelosante | AN                                                           | Sindaco |      |
| 29 maggio 2006 | 15 maggio 2011 | Pino Angelosante          | Lista civica di centro-destra-Forza Italia                   | Sindaco |      |
| 16 maggio 2011 | 4 giugno 2016  | Pino Angelosante          | Lista civica Futuro Ovindoli-Forza Italia                    | Sindaco |      |
| 5 giugno 2016  | 3 ottobre 2021 | Angelo Simone Angelosante | Lista civica di centro-destra Libera Mente Insieme-Lega Nord | Sindaco |      |
| 4 ottobre 2021 | in carica      | Angelo Ciminelli          | Lista civica Siamo Ovindoli                                  | Sindaco |      |

### Gemellaggi
- Valmontone, dal 1987[44]
- Tarxien, dal 2005[45]
- Ushuaia, dal 2012[46]

## Sport

### Sci e sport invernali

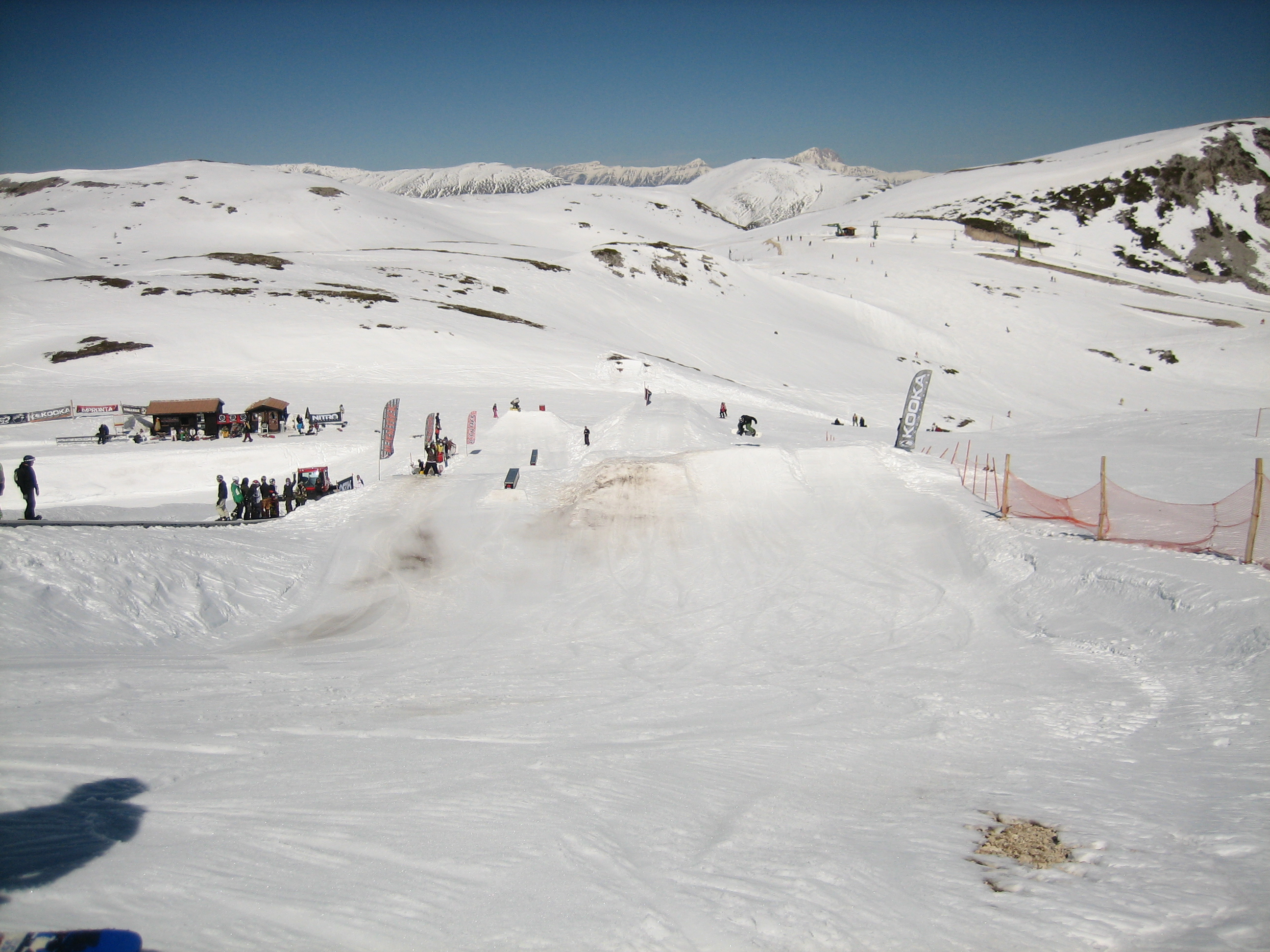
Stazione sciistica del monte Magnola

Ad Ovindoli sono presenti 6 diverse scuole di sci e snowboard che operano nel comprensorio sciistico Monte Magnola e in parte del comprensorio sciistico denominato Tre Nevi.
È possibile inoltre la pratica dello sci di fondo ai Piani di Pezza.
Lo sci alpinismo può essere praticato lungo i sentieri tracciati sui versanti del monte Velino e del monte Sirente.
Sul monte Magnola (2222 m s.l.m.) ci sono piste per la pratica dello sci alpino di ogni grado di difficoltà. Sull'altopiano delle Rocche si trovano le piste da sci di fondo, tra le più lunghe dell'Italia centro-meridionale.
Nel febbraio 2016 le piste da sci di Ovindoli e di Campo Felice hanno ospitato i campionati mondiali studenteschi di sci alpino e sci nordico organizzati dall'ISF.

### Calcio
La formazione dell'Asd Ovindoli milita nei tornei dilettantistici abruzzesi disputando le gare casalinghe nel centro polisportivo di val Ceraso e, generalmente, ad Avezzano durante il periodo invernale.

### Altri sport
Nel territorio comunale è possibile la pratica dell'escursionismo e dell'equiturismo.
In località val d'Arano è presente una falesia per la pratica dell'arrampicata sportiva.
Sono presenti inoltre diversi percorsi per la mountain bike, in particolare il "Grande anello del parco".